# Гіткот (Нью-Джерсі)
Гіткот (англ. Heathcote) — переписна місцевість (CDP) в США, в окрузі Міддлсекс штату Нью-Джерсі. Населення — 7154 особи (2020).

## Географія
Гіткот розташований за координатами 40°23′24″ пн. ш. 74°34′23″ зх. д. / 40.39000° пн. ш. 74.57306° зх. д. (40.389933, -74.572930).  За даними Бюро перепису населення США в 2010 році переписна місцевість мала площу 6,71 км², з яких 6,69 км² — суходіл та 0,02 км² — водойми.

## Демографія
Згідно з переписом 2010 року, у переписній місцевості мешкала 5821 особа в 2326 домогосподарствах у складі 1559 родин. Густота населення становила 867 осіб/км².  Було 2427 помешкань (362/км²).
Расовий склад населення:
| - 48,8 % — білих - 37,2 % — азіатів - 9,7 % — чорних або афроамериканців - 0,1 % — вихідців з тихоокеанських островів - 0,1 % — корінних американців - 1,2 % — осіб інших рас |

До двох чи більше рас належало 2,9 %. Частка іспаномовних становила 5,8 % від усіх жителів.
За віковим діапазоном населення розподілялося таким чином: 24,7 % — особи молодші 18 років, 64,2 % — особи у віці 18—64 років, 11,1 % — особи у віці 65 років та старші. Медіана віку мешканця становила 39,9 року. На 100 осіб жіночої статі у переписній місцевості припадало 88,7 чоловіків;  на 100 жінок у віці від 18 років та старших — 83,1 чоловіків також старших 18 років.
Середній дохід на одне домашнє господарство  становив 132 970 доларів США (медіана — 107 420), а середній дохід на одну сім'ю — 137 610 доларів (медіана — 117 860). За межею бідності перебувало 6,3 % осіб, у тому числі 8,0 % дітей у віці до 18 років та 1,2 % осіб у віці 65 років та старших.
Цивільне працевлаштоване населення становило 3242 особи. Основні галузі зайнятості: освіта, охорона здоров'я та соціальна допомога — 24,4 %, науковці, спеціалісти, менеджери — 17,4 %, виробництво — 14,5 %, фінанси, страхування та нерухомість — 13,6 %.